# Калиевский сельский совет (Шосткинский район)
Калиевский сельский совет (укр. Каліївська сільська рада) — входит в состав
Шосткинского района
Сумской области
Украины.
Административный центр сельского совета находится в 
с. Калиевка
.

## Населённые пункты совета
- с. Калиевка
- с. Гудовщина